# عشق سونیا
عشق سونیا (به انگلیسی: Love Sonia) فیلمی محصول سال ۲۰۱۸ و به کارگردانی تابراز نورانی است. در این فیلم بازیگرانی همچون مرونال تاکور، فریدا پینتو، دمی مور، مارک دوپلاس، مانوج باجپایی، راجکومار رائو، ریچا چادا، انوپم کهیر، عادل حسین، سای تامانکار و سانی پاوار ایفای نقش کرده‌اند.